# Milano-Sanremo 2019
La Milano-Sanremo 2019, centodecima edizione della corsa e valida come ottava prova dell'UCI World Tour 2019 categoria 1.UWT, si svolse il 23 marzo 2019 su un percorso di 291 km, con partenza da Milano e arrivo a Sanremo, in Italia. La vittoria fu appannaggio del francese Julian Alaphilippe, il quale completò il percorso in 6h40'14", alla media di 43,62 km/h, precedendo il belga Oliver Naesen e il polacco Michał Kwiatkowski.
Sul traguardo di Sanremo 168 ciclisti, su 175 partiti da Milano, portarono a termine la competizione.

## Squadre e corridori partecipanti
| N.      | Cod. | Squadra                     |
| ------- | ---- | --------------------------- |
| 1-7     | TBM  | Bahrain-Merida              |
| 11-17   | ALM  | AG2R La Mondiale            |
| 21-27   | ANS  | Androni Giocattoli-Sidermec |
| 31-37   | AST  | Astana Pro Team             |
| 41-47   | BRD  | Bardiani CSF                |
| 51-57   | BOH  | Bora-Hansgrohe              |
| 61-67   | CPT  | CCC Team                    |
| 71-77   | COF  | Cofidis, Solutions Crédits  |
| 81-87   | DQT  | Deceuninck-Quick-Step       |
| 91-97   | TDE  | Direct Énergie              |
| 101-107 | EF1  | EF Education First          |
| 111-117 | GFC  | Groupama-FDJ                |
| 121-127 | ICA  | Israel Cycling Academy      |

| N.      | Cod. | Squadra                       |
| ------- | ---- | ----------------------------- |
| 131-137 | LTS  | Lotto Soudal                  |
| 141-147 | MTS  | Mitchelton-Scott              |
| 151-157 | MOV  | Movistar Team                 |
| 161-167 | NSK  | Neri Sottoli Selle Italia KTM |
| 171-177 | TDD  | Team Dimension Data           |
| 181-187 | TJV  | Team Jumbo-Visma              |
| 191-197 | TKA  | Team Katusha Alpecin          |
| 201-207 | TNN  | Team Novo Nordisk             |
| 211-217 | SKY  | Team Sky                      |
| 221-227 | SUN  | Team Sunweb                   |
| 231-237 | TFS  | Trek-Segafredo                |
| 241-247 | UAD  | UAE Team Emirates             |

## Ordine d'arrivo (Top 10)

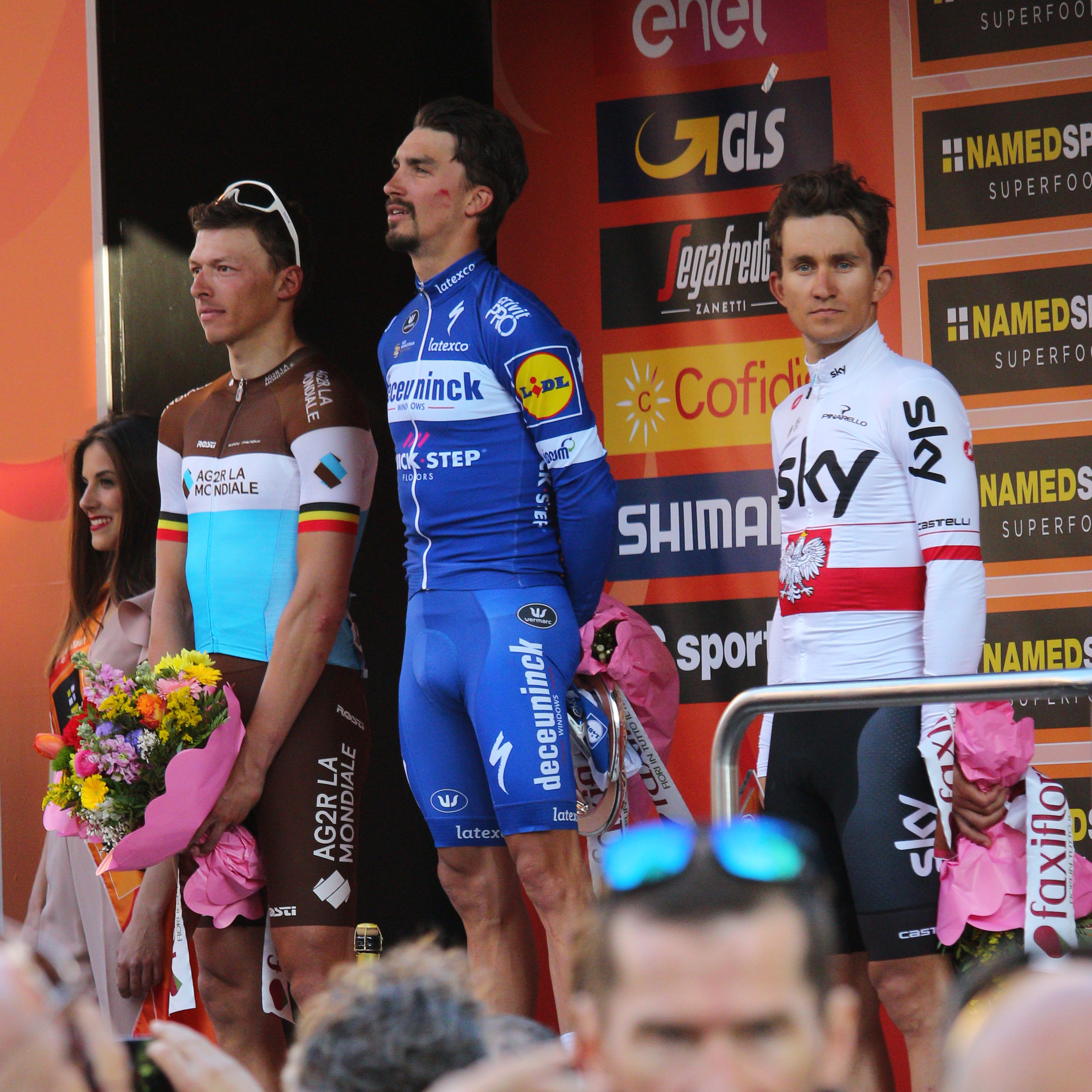
Il podio finale: da sinistra Naesen (2º), Alaphilippe (1º) e Kwiatkowski (3º)

| Pos. | Corridore          | Squadra      | Tempo    |
| ---- | ------------------ | ------------ | -------- |
| 1    | Julian Alaphilippe | Deceuninck   | 6h40'14" |
| 2    | Oliver Naesen      | AG2R         | s.t.     |
| 3    | Michał Kwiatkowski | Sky          | s.t.     |
| 4    | Peter Sagan        | Bora         | s.t.     |
| 5    | Matej Mohorič      | Bahrain-Mer. | s.t.     |
| 6    | Wout Van Aert      | Jumbo        | s.t.     |
| 7    | Alejandro Valverde | Movistar     | s.t.     |
| 8    | Vincenzo Nibali    | Bahrain-Mer. | s.t.     |
| 9    | Simon Clarke       | Educ. First  | s.t.     |
| 10   | Matteo Trentin     | Mitchelton   | s.t.     |